# Зарнера
За́рнера (устар. Сарнская Аа; нем. Sarner Aa) — река в швейцарском кантоне Обвальден. Длина реки — 28 км.

## Течение
Выходя из района восточного склона перевала Брюниг, протекает через озёра Лунгерн, Зарненское и Вихельзе прежде чем впасть в озеро Альпнахер-Зе. На своём протяжении носит различные названия: Лауибах (выше оз. Лунгерн), А или Авассер (между озёрами Лунгерн и Зарненское).

## Населённые пункты
- Лунгерн
- Гисвиль
- Заксельн
- Зарнен (столица кантона Обвальден)
- Кернс
- Альпнах[4]